# Аллеройское сельское поселение (Ножай-Юртовский район)
Аллеройское се́льское поселе́ние — муниципальное образование в Ножай-Юртовском районе Чечни Российской Федерации.
Административный центр — село Аллерой.

## История
Статус и границы сельского поселения установлены Законом Чеченской Республики от 20 февраля 2009 года № 11-РЗ «Об образовании муниципального образования Ножай-Юртовский район и муниципальных образований, входящих в его состав, установлении их границ и наделении их соответствующим статусом муниципального района и сельского поселения».

## Население
| 2010  | 2012  | 2013  | 2014  | 2015  | 2016  | 2017  |
| ----- | ----- | ----- | ----- | ----- | ----- | ----- |
| 1903  | ↗1914 | ↗2512 | ↗2617 | ↗2649 | ↗2702 | ↗2826 |
| 2018  | 2019  | 2020  | 2021  | 2023  | 2024  |       |
| ↗2893 | ↗2927 | ↗2977 | ↘2437 | ↗2512 | ↗2620 |       |

## Состав сельского поселения
| № | Населённый пункт | Тип населённого пункта       | Население |
| - | ---------------- | ---------------------------- | --------- |
| 1 | Аллерой          | село, административный центр | ↗1085     |
| 2 | Гансолчу         | село                         | ↘225      |
| 3 | Исай-Юрт         | село                         | ↗112      |
| 4 | Совраги          | село                         | ↗105      |
| 5 | Турты-Хутор      | село                         | ↘376      |